# Dagny Tande Lid
Dagny Tande Lid (25. maj 1903 – 28. januar 1998) var en norsk maler, illustrator og digter. Hun er mest kendt for tegninger af planter, egne illustrerede digte og botaniske illustrationer til norske frimærker. 

## Baggrund
Dagny Tande er født 25. maj 1903 i Nissedal sogn i Telemark, Norge. Hendes forældre var Johan Didrik Tande (1869–1938) og Thea Gertine Mortensen (1863–1951). Hun gik på Statens håndverks- og kunstindustriskole under Eivind Nielsen (1928–29) og aftenskole med Olaf Willums (1929–33) og Kunstakademiet under Halfdan Strøm og Axel Revold (1929–30). I 1931-1933 studerende hun vævning ved Statens kvinnelige industriskole i Oslo.

## Arbejdsliv
Hun arbejdede som videnskabelig illustrator bl.a. på anerkendte populærvidenskabelige botaniske publikationer. Lid er bedst kendt for illustrationer til Fjellflora, som er udkommet i mere end 325 000 eksemplarer siden 1952. Teksten var skrevet af den norske botaniker og politiker Olav Gjærevoll. Bogen er oversat til flere sprog som engelsk, tysk, svensk og finsk. 
Hun er også repræsenteret i flere populære udgivelser af den densk-canadiske botaniker Erling Porsild som Edible plants of the Arctic (1953), Illustrated Flora of the Canadian Arctic Archipelago (1957), and Rocky Mountain wild flowers (1974). Hun illustrerede ligeledes Føroya Flora (1936) by Rasmus Rasmussen, Svalbards flora (1979) af Olaf I. Rønning, Flora of Alaska and Neighboring Territories (1968) by Eric Hultén og nogle Islandske floraer af Áskell Löve.
I 1936 giftede hun sig med den norske konservator, botaniker, etnolog og forfatter Johannes Lid (1886–1971). Hun arbejdede i mange år som illustrator for sin mand, som i mange år skrev floraer for Norge, Sverige and Finland.
Fra 1959 til begyndelsen af 1980'erne lavede hun illustrationer til 10 norske frimærker med blomster. De er blandt de mest populære norske frimærker. Hendes illustrationer fra Mountain Flora var også trykt på porcelænstallerkner og kopper.
Hendes stil er kendetegnet af en sans for detaljerne, kombineret med en klarhed, som kritikere påstår får hendes tegninger til at minde om tegneserietegninger. Nogle vil se ligheder mellem hendes illustrationer og  den belgiske kunstner Hergés af ligne Claire og interessen for præcision og detalje. Dagnys personlige stil har været en kilde til inspiration for mange amatørbotanikere og hendes arbejde har bidraget til interessen for botanik, særligt i Norge bjergområder.

## Skriftlige arbejder
Som forfatter af digte og prosastykker fortalte hun som sin opvækst som barn af en omrejsende prædikant, om mennesker og oplevelser, som havde betydet meget for hende og om glæde og lykke i arbejde og ægteskab. Senere i hendes liv skrev hun flere digtsamlinger, illustreret af hende selv. I 1987 udgav hun sin selvbiografi "Mitt liv" og i 1974 Lykken mellom to mennesker, en biografisk hyldest til hendes ægteskab med Johannes Lid.
- Syng blomstring: Tegninger og dikt (1975)
- Vindens lek (1977)
- Høstens blader: Tegninger og dikt (1978)
- Vart underlige liv: Illustrert med noen av jordens sjeldneste vekster (1979)
- Brikker i et spill (1981)
- Guds fotspor (1982)
- Langs stien (1983)
- Dagboksblader: Fra et pensjonisthjem (1984)
- Forventning: Nye dagboksblader (1985)

## References
1. ↑  Inger Nordal. Dagny Tande Lid (Store norske leksikon)
2. ↑  Tor Ivar Hansen. "industriskole". Store norske leksikon. Hentet 1. december 2017.
3. ↑  "Statens lærerhøgskole i forming, Oslo". lokalhistoriewiki.no. Hentet 1. december 2017.
4. ↑  Glenny Alfsen. "Dagny Tande Lid". Norsk kunstnerleksikon. Hentet 1. december 2017.
5. ↑  Glenny Alfsen. Dagny Tande Lid – utdypning (Norsk biografisk leksikon)
6. ↑  Per Sunding. Johannes Lid  (Norsk biografisk leksikon)

## Andre kilder
- Hulten, Eric (1968) Flora of Alaska and Neighboring Territories: A Manual of the Vascular Plants (Stanford University Press)
- Porsild, Erling (1964) Illustrated Flora of the Canadian Arctic Archipelago (National Museum of Canada)
- Rønning, Olaf (1996) The Flora of Svalbard (Norsk polarinstitutt) ISBN 978-8276661002

## Links
- Dagny Tande Lid - botanical drawings